# Fangen fra Erie Country Tugthus
Fangen fra Erie Country Tugthus er en dansk stumfilm fra 1918 med instruktion og manuskript af Fritz Magnussen.

## Handling
Denne artikel mangler et handlingsreferat. Hjælp os med at skrive det.

## Medvirkende
- Olaf Fønss - Maurice Delmonico, Trelawnys kasserer
- Alfred Cohn - Brouwers, Trelawnys kontorchef
- Gudrun Bruun Stephensen - Vera, Brouwers' datter
- Hugo Bruun - Direktør Trelawny
- Peter Malberg - Doretti, fængselslæge
- Oscar Nielsen